# غوخان إينلر

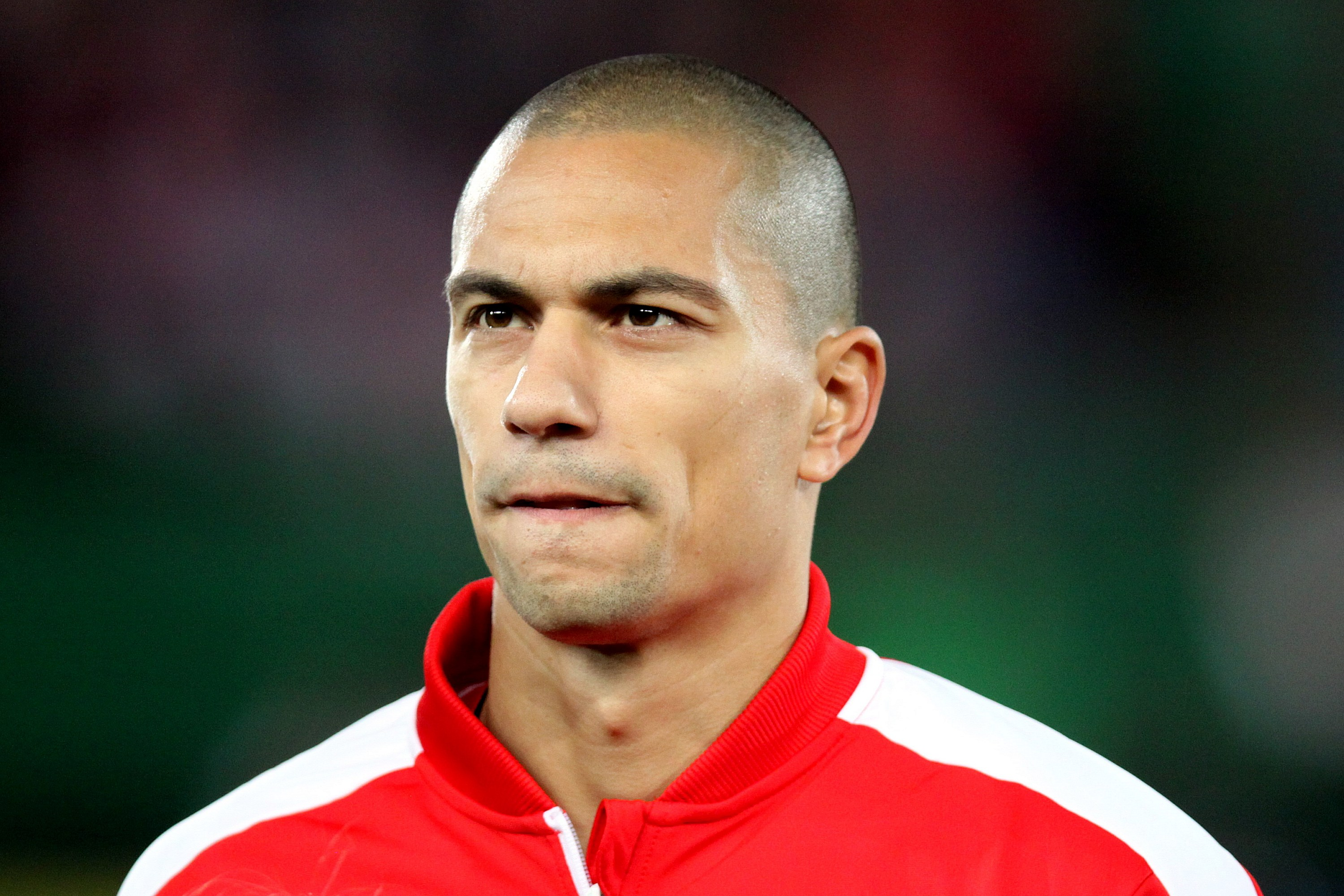
غوخان إينلر

غوخان ماسيرا إنلر (بالتركية: Gökhan İnler)‏ ، من مواليد 27 يونيو 1984 في أولتين في سويسرا ، لاعب كرة قدم سويسري من اصول تركية.
يلعب مع نادي نابولي الإيطالي منذ عام 2011.
بدأ باللعب مع منتخب سويسرا لكرة القدم في عام 2007.

## روابط خارجية
- غوخان إينلر على موقع الاتحاد الدولي (مؤرشف)  (الإنجليزية)
- غوخان إينلر على موقع الاتحاد الأوربي (الإنجليزية)
- غوخان إينلر على موقع اتحاد تركيا (لاعب) (الإنجليزية)
- غوخان إينلر على موقع قاعدة بيانات كرة القدم.إي يو (الإنجليزية)
- غوخان إينلر على موقع ناشيونال فوتبول تيمز (الإنجليزية)
- غوخان إينلر على موقع Soccerbase.com (لاعب) (الإنجليزية)
- غوخان إينلر على موقع Soccerway.com (الإنجليزية)
- غوخان إينلر على موقع عالم كرة القدم.نت (الإنجليزية)
- غوخان إينلر على موقع AS.com (الإسبانية)